# Proniere
Prin proniere se înțelege în general lucrarea unei ființe superioare (Dumnezeu/ Allah/ Iahveh/ Zeus/ Șiva etc) prin care poartă de grijă ființelor și lucrurilor de pe pământ și/sau din Universul creat.
Pronierea este văzută în chip diferit în diferitele religii ale lumii.

## Generalități

### Pronierea ortodoxă
Dumnezeu a creat lumea din iubire, spune învățătura creștin-ortodoxă, spre a împărtăși îngerilor și oamenilor iubirea și bunătatea Sa și a-i ridica și pe ei la iubire, bunătate și desăvârșire.
Ca urmare, El va avea mereu grijă de făptura Sa, cu atât mai mult cu cât creatura singură, fără ajutorul Său, nu va izbuti niciodată să își poarte de grijă.
Această purtare de grijă cuprinde mai multe aspecte foarte importante.
Astfel, există o creație continuă, prin care Dumnezeu ține lumea în existență - pentru că altfel aceasta ar dispărea, fiind creată din nimic.
În același timp, Dumnezeu conlucrează cu Creația Sa, și în mod special cu ființele raționale, îngerii și oamenii, atât pentru a-i ajuta să-și satisfacă nevoile imediate, cât și pentru a-i ajuta să se înalțe, să se perfecționeze, să se umple de har, să se îndumnezeiească. Față de făptura negânditoare (animale, plante, minerale etc) lucrarea directă a lui Dumnezeu se încadrează mai mult în lucrarea de creație continuă sau menținere în existență și în hotarele legilor date de El. Față de om însă, ca ființă liberă și conștientă, pronierea se realizează diferit, Dumnezeu ținând seamă de specificul acestuia și mai ales de liberul-arbitru.
De remarcat că doctrina creării lumii din nimic (creatio ex nihilo) nu este o doctrină biblică, ea apărând abia în secolul al II-lea e.n., deși unii cercetători susțin că acesta nu e un motiv de a crede că nu este o doctrină biblică.

### Dumnezeu și omul
Credința ortodoxă pune un mare accent pe legătura activă și vie dintre Dumnezeu și om.
Dumnezeu a creat lumea din iubire, pentru a exista cât mai multe făpturi capabile să cunoască, să trăiască iubirea și să fie fericite prin această cunoaștere (trăire). Dumnezeu fiind perfect și suficient Sieși, a creat lumea fără nici un interes propriu, din altruism sau dragoste.
O problemă fundamentală a iubirii este libertatea. Iubirea fără libertate nu există. În asemenea situație ea devine patimă, poftă de a poseda sau reflex automat, dar nu iubire. Ca urmare, Dumnezeu a înzestrat ființele raționale, îngerii și oamenii cu liber-arbitru. Acesta permite persoanei să aleagă liber între feluritele opțiuni posibile (în limitele capacității sale de a detecta asemenea opțiuni), chiar și pe cele care sunt împotriva lui Dumnezeu.
Pentru îngeri, ființe spirituale de mare rigoare, care nu sunt supuse slăbiciunii trupului (ca oamenii), exercitarea liberului-arbitru în ceea ce privește legătura cu Dumnezeu s-a făcut o singură dată. În acel moment o parte din îngeri au ales separarea de Dumnezeu, în frunte cu Lucifer, conducătorul celei de-a doua cete îngerești. Celelalte nouă cete au rămas în unire cu Dumnezeu.
Spre deosebire de îngeri, omul are o latură materială, ușor coruptibilă, ceea ce face ca poziția sa să fie - în raport cu îngerii, de pildă - instabilă. Un om care astăzi se hotărăște să fie alături de Dumnezeu după o vreme renunță, în vreme ce altul care hotărăște să fie ateu pentru toată viața după o vreme devine credincios fervent. Această schimbătoare fire omenească a determinat și o grijă specială din partea lui Dumnezeu.